# Sweethearts (album)
Sweethearts è l'album di debutto della cantante norvegese Katrine Moholt, pubblicato il 30 giugno 2008 su etichetta discografica Universal Music Norway.
Il disco ha venduto 32 000 copie a livello nazionale nel corso del 2008, ed è stato l'album di debutto di un artista norvegese più venduto dell'anno.

## Tracce
1. I Write You a Lovesong – 3:44
2. Danny – 3:25
3. Darlin' – 2:57
4. Some Girls – 2:47
5. Then He Kissed Me – 2:34
6. Those Were the Days – 4:59
7. Just When I Needed You Most – 3:32
8. Kiss in the Moonlight – 3:49
9. Lying Again – 3:05
10. Rosegarden – 3:05
11. They Don't Know – 2:59
12. You Drive Me Crazy – 2:37
13. Sweethearts – 2:49

## Classifiche
| Classifica (2008) | Posizione massima |
| ----------------- | ----------------- |
| Norvegia          | 5                 |